# 陈作新墓
陈作新墓坐落在中国长沙市岳麓区岳麓山云麓宫下方、黄兴墓东南侧，是辛亥革命元勋、中华民国军政府湖南都督府副都督陈作新的墓。

## 规格
墓地面积约145平方米。墓庐采用圆形设计，墓基为花岗石制成，墓顶部覆盖着三合土，封土的直径为3.2米，高度为0.3米。封土后方竖有三块祁阳石碑，中央的主碑上刻有“恤赠左将军湘军首义都督陈公作新府君之墓”，尺寸为高1.5米、宽0.56米。两侧的附碑高1.3米、宽0.42米，分别刻有“孤子基立”和“民国元年十一月谷旦”的字样。
文化大革命时期墓前铜像被毁。1983年公布为湖南省文物保护单位。